# Westmoreland County, Virginia
Westmoreland County är ett administrativt område i delstaten Virginia, USA, med 17 454 invånare (2010). Den administrativa huvudorten (county seat) är Montross. 
Här föddes USA:s första president, George Washington den 22 februari 1732.

## Geografi
Enligt United States Census Bureau har countyt en total area på 655 km². 594 km² av den arean är land och 61 km² är vatten.    

### Angränsande countyn
- Charles County, Maryland - norr
- St. Mary's County, Maryland - nordost

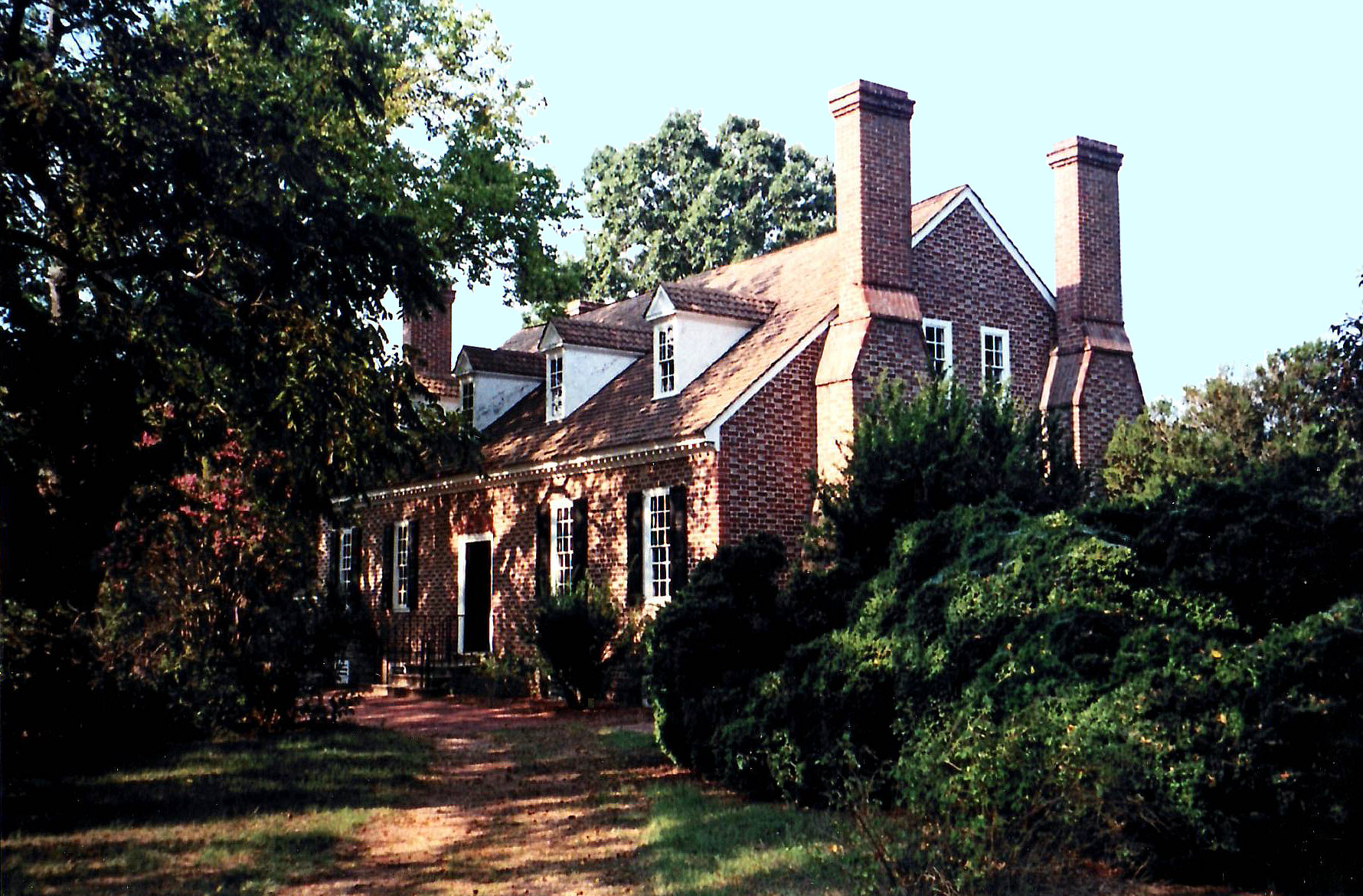
George Washingtons födelsehem.

- Northumberland County - sydost
- Richmond County - söder
- Essex County - sydväst
- King George County - nordväst